# Addis Abebe
Addis Abebe (äthiop. አዲስ አበባ; * 5. September 1970) ist ein ehemaliger äthiopischer Langstreckenläufer.
International machte er erstmals auf sich aufmerksam, als er bei den Leichtathletik-Juniorenweltmeisterschaften 1988 in Sudbury den Titel im 10.000-Meter-Lauf und die Bronzemedaille im 5000-Meter-Lauf holte. Im folgenden Jahr gewann er das Juniorenrennen bei den Crosslauf-Weltmeisterschaften in Stavanger und begann sich anschließend auch im Erwachsenenbereich zu etablieren. Bei den Leichtathletik-Afrikameisterschaften in Lagos siegte er über 10.000 m und wurde Zweiter über 5000 m. Bei den Afrikameisterschaften 1990 in Kairo gewann er außerdem eine Bronzemedaille im 10.000-Meter-Lauf.
Nachdem Abebe bei den Leichtathletik-Weltmeisterschaften 1991 in Tokio nur Platz 13 im 10.000-Meter-Lauf erreicht hatte, feierte er ein Jahr später bei den Olympischen Spielen 1992 in Barcelona den wohl bedeutendsten Medaillengewinn seiner Karriere. Über 10.000 m wurde er hinter Khalid Skah und Richard Chelimo Dritter. Zum Abschluss der Saison siegte Abebe beim Leichtathletik-Weltcup in Havanna.
Im Januar 1993 schrieb Abebe Schlagzeilen, als er einen 10-Kilometer-Straßenlauf in Jakarta gewann und dabei mit 27:40 min eine Weltbestleistung über diese Distanz aufstellte. Dadurch verdiente er auf einen Schlag 500.000 US-Dollar an Preisgeld, für damalige Verhältnisse eine exorbitante Summe im Laufsport. Abebe hatte finanziell ausgesorgt und tauchte nur noch sporadisch bei Straßenrennen in Europa auf. Bei den Halbmarathon-Weltmeisterschaften 1998 in Uster belegte er in der Einzelwertung Platz 29 und gewann in der Mannschaftswertung die Bronzemedaille.

## Bestleistungen
- 5000 m: 13:17,61 min, 30. Juni 1992, Helsinki
- 10.000 m: 27:17,82 min, 29. Juni 1989, Helsinki
- Halbmarathon: 1:02:40 h, 27. September 1998, Uster